# غلينبروك
غلينبروك (بالإنجليزية: Glenbrook)‏ هو مكان مخصص للتعداد (CDP) على الشاطئ الشرقي لبحيرة تاهو في مقاطعة دوغلاس في ولاية نيفادا الأمريكية. وبلغ عدد السكان 215 نسمة حسب لتعداد عام 2010. 
سمي التجمع على فندق غلينبروك هاوس ويقع التجمع على ارتفاع 6,250 قدم (1,900 م).  وتم تضمين غلينبروك في منطقة غاردنرفيل رانشوس الإحصائية الكبرى. 
غلينبروك هي أقدم مستوطنة على بحيرة تاهو، ولعبت دورا مهما في ولاية نيفادا باعتبارها المورد الرئيسي للأخشاب إلى كومستوك لود وفرجينيا سيتي. وصل المستوطنون الأوائل من الوادي، بينهم النقيب أغسطس براي، في عام 1860. واشتق الاسم من سمتي المنطقة الجغرافيتين الرئيسيتين – غلين Glen وتعني وادي منعزل، وبروك Brook وتعني تيار صغير.

## التركيبة السكانية
حدّد مكتب تعداد الولايات المتحدة بيانات التركيبة السكانية لغلينبروك في تعداد الولايات المتحدة. في ما يلي، التركيبة السكانية حسب تعدادي 2000 و2010.

### تعداد عام 2010
بلغ عدد سكان غلينبروك 215 نسمة بحسب تعداد عام 2010، وبلغ عدد الأسر 107 أسرة وعدد العائلات 77 عائلة مقيمة في المنطقة السكنية. في حين سجلت الكثافة السكانية 20.7 نسمة لكل كيلومتر مربع (53.6/ميل2). وبلغ عدد الوحدات السكنية 373 وحدة بمتوسط كثافة قدره 35.9 لكل كيلومتر مربع (93.0/ميل2).
وتوزع التركيب العرقي للمنطقة السكنية بنسبة 90.23% من البيض و1.40% من الأمريكيين الأصليين و3.26% من الأمريكيين ذوي الأصول الآسيوية و2.33% من الأعراق الأخرى و2.79% من عرقين مختلطين أو أكثر و5.58% من الهسبانيون أو اللاتينيون من أي عرق.
بلغ عدد الأسر 107 أسرة كانت نسبة 6.5% منها لديها أطفال تحت سن الثامنة عشر تعيش معهم، وبلغت نسبة الأزواج القاطنين مع بعضهم البعض 71% من أصل المجموع الكلي للأسر، وكانت نسبة 0.9% من الأسر لديها معيلون من الذكور دون وجود زوجة، وكانت نسبة 28% من غير العائلات. تألفت نسبة 20.6% من أصل جميع الأسر من عدة أفراد يعيشون في نفس المنزل ونسبة 7.5% كانت تتألف من شخص يعيش بمفرده يبلغ من العمر 65 عاماً أو أكثر. وبلغ متوسط حجم الأسرة المعيشية 2.01، أما متوسط حجم العائلات فبلغ 2.26.
بلغ العمر الوسطي للسكان 64.2 عاماً. وكانت نسبة 5.1% من القاطنين تحت سن الثامنة عشر، وكانت نسبة 1.4% بين الثامنة عشر والرابعة والعشرين عاماً، ونسبة 7% كانت واقعةً في الفئة العمرية ما بين الخامسة والعشرين والرابعة والأربعين عاماً، ونسبة 40% كانت ما بين الخامسة والأربعين والرابعة والستين، ونسبة 46.5% كانت ضمن فئة الخامسة والستين عاماً فما فوق. وتوزع التركيب الجنسي للسكان بنسبة 51.6% ذكور و48.4% إناث.

## المناخ
يظهر الجدول التالي التغييرات المناخية على مدار السنة لغلينبروك:
| البيانات المناخية لـغلينبروك      | البيانات المناخية لـغلينبروك | البيانات المناخية لـغلينبروك | البيانات المناخية لـغلينبروك | البيانات المناخية لـغلينبروك | البيانات المناخية لـغلينبروك | البيانات المناخية لـغلينبروك | البيانات المناخية لـغلينبروك | البيانات المناخية لـغلينبروك | البيانات المناخية لـغلينبروك | البيانات المناخية لـغلينبروك | البيانات المناخية لـغلينبروك | البيانات المناخية لـغلينبروك | البيانات المناخية لـغلينبروك |
| الشهر                             | يناير                        | فبراير                       | مارس                         | أبريل                        | مايو                         | يونيو                        | يوليو                        | أغسطس                        | سبتمبر                       | أكتوبر                       | نوفمبر                       | ديسمبر                       | المعدل السنوي                |
| --------------------------------- | ---------------------------- | ---------------------------- | ---------------------------- | ---------------------------- | ---------------------------- | ---------------------------- | ---------------------------- | ---------------------------- | ---------------------------- | ---------------------------- | ---------------------------- | ---------------------------- | ---------------------------- |
| متوسط درجة الحرارة الكبرى °م (°ف) | 41 (5)                       | 43 (6)                       | 47 (8)                       | 53 (12)                      | 62 (17)                      | 72 (22)                      | 80 (27)                      | 79 (26)                      | 73 (23)                      | 62 (17)                      | 50 (10)                      | 42 (6)                       | 59 (15)                      |
| متوسط درجة الحرارة الصغرى °م (°ف) | 23 (−5)                      | 24 (−4)                      | 26 (−3)                      | 30 (−1)                      | 36 (2)                       | 42 (6)                       | 49 (9)                       | 49 (9)                       | 44 (7)                       | 36 (2)                       | 29 (−2)                      | 25 (−4)                      | 34 (1)                       |
| الهطول مم (إنش)                   | 3.4 (86)                     | 2.7 (69)                     | 2.3 (58)                     | 1.2 (30)                     | 1 (25)                       | 0.5 (13)                     | 0.3 (7.6)                    | 0.4 (10)                     | 0.6 (15)                     | 1.1 (28)                     | 2 (51)                       | 2.7 (69)                     | 18.1 (460)                   |
| المصدر: Weatherbase               |                              |                              |                              |                              |                              |                              |                              |                              |                              |                              |                              |                              |                              |